# Wiera Gran
Wiera Gran, pseudonimo di Dwojra Grynberg (20 aprile 1916 – Parigi, 19 novembre 2007), è stata una cantante e attrice polacca di origini ebraiche.

## Biografia
Wiera Gran aveva una voce di contralto basso e già all'inizio del 1934, all'età di 17 anni, usando lo pseudonimo di Sylvia Green, incise la sua prima registrazione, il tango Grzech. Cantò al Cafe Paradis di Varsavia nei primi anni '30: la maggior parte delle sue registrazioni sono in lingua polacca, cantò in yiddish nel film On a heym (Senza casa) con Shimon Dzigan e Israel Shumacher.  
Fuggì dal ghetto di Varsavia durante la seconda guerra mondiale e si nascose a Varsavia. Nel 1950 si trasferì in Francia. Fu associata al teatro teatrale di Maurice Chevalier, l'Alhambra. Si esibì a Parigi in un concerto di beneficenza con Charles Aznavour. La prima canzone che la rese popolare fu composta nel 1937 da Adolf Kurc (in seguito noto come Eddy Courts) sui testi della nonna. Viaggiò in Polonia nel 1965. Alcune delle sue canzoni più famose includono "List", "Wir tańca nas porwał", "Gdy odejdziesz", "Trzy listy", "Fernando", "Cicha jest noc", "Varsovie de mon enfance", "Ma Patrie" e "Mazowiecki wiatr".

## Caso di collaborazione
Dopo la guerra, nel 1945, fu accusata in Polonia da Jonas Turkow e Adolf Berman di collaborazionismo con i tedeschi durante la seconda guerra mondiale. Władysław Szpilman riferì alla corte di aver sentito parlare della sua collaborazione nella Varsavia "ariana" durante la guerra dall'agosto 1943. Marek Edelman, comandante della rivolta del ghetto di Varsavia, il 5 maggio 1945 disse di aver sentito della collaborazione di Wiera Gran con la Gestapo. Sentì anche che le fu inflitta la condanna a morte dall'esercito nazionale (Armia Krajowa), ma non fu trovata e non si arrivò quindi all'esecuzione. Nel 1947, il tribunale dei cittadini del Comitato centrale degli ebrei polacchi (Sąd Obywatelski przy Centralnym Komitecie Żydów Polskich) ascoltò il caso e fu dichiarata non colpevole nel 1949.
Wiera Gran in seguito tentò di emigrare in Israele dove dovette affrontare delle accuse simili da Jonas Turkow, Adolf Berman e Pesach Burstein e fu boicottata. Tentò di riabilitare il suo nome nei tribunali, fino alla sospensione del processo avvenuta nel 1982.
Antoni Marianowicz, che aveva 16 anni al momento dell'invasione tedesca della Polonia, considerò le accuse "profondamente idiote", ma lo stesso Marianowicz afferma nel suo libro che rimase per la maggior parte della guerra fuori dal ghetto nella Varsavia "ariana". Marianowicz afferma che Wiera Gran era una "cantante e solo una cantante" ed era nota per la sua filantropia. Nel suo libro Sztafeta Oszczerców pubblicato nel 1980 a Parigi, Gran dà il proprio resoconto degli eventi e sostiene la sua innocenza accusando Jonas Turkow di collaborazione con la Gestapo. Joanna Szczęsna, in Gazeta Wyborcza nel 2010, postula che le accuse contro la Gran fossero basate sulle animosità personali tra la Gran, Jonas Turkow e Władysław Szpilman. Szczęsna cita anche, in base ai documenti conservati presso l'Istituto Storico Ebraico di Varsavia, le dichiarazioni rilasciate dagli amici della Gran come Jerzy Jurandot, Krystyna Żywulska e Izabela Czajka-Stachowicz, i quali hanno tutti affermato che le accuse mosse contro Wiera Gran furono basate su dicerie.

## Registrazioni
- Gdy odejdziesz, su YouTube. Compositore Stanisław Ferszko.
- Ciemna dziś noc, su YouTube. Testo in polacco di Julian Tuwim, tradotta in russo nella Tyomnaya Noch da Nikita Bogoslovski.
- the Lambeth Walk, su YouTube.